# Холкино (Нижегородская область)
Холкино — деревня в составе Ворошиловского сельсовета в Уренском районе Нижегородской области.

## География
Находится на расстоянии менее 4 километров на запад-юго-запад по прямой от районного центра города Урень.

## История
Известна с 1723 года. Деревня до 1768 года относилась к главной дворцовой канцелярии, потом Придворной конторы, с 1797 крестьяне стали удельными. Население было старообрядцами беглопоповского направления. В 1916 году 55 дворов и 245 жителей. В период коллективизации был организован колхоз «Красный Сормович». В 1978 году было дворов 55, жителей 159, в 1994 39 и 92 соответственно. В последние годы в деревне работало сельскохозяйственное предприятие им. Абрамова.

## Население
Постоянное население составляло 78 человек (русские 99 %) в 2002 году, 81 в 2010.